# Джон Мейнард Кейнс
Джон Ме́йнард Кейнс, 1-ий барон Кейнс (англ. John Maynard Keynes, 5 червня 1883, Кембридж — 21 квітня 1946, маєток Тілтон, графство Сассекс) — був англійським економістом, чиї ідеї фундаментально змінили теорію і практику макроекономіки та економічну політику багатьох урядів. Розпочавши своє навчання з математики, Кейнс розробив та значно вдосконалив свої ранні роботи щодо причин економічних циклів, і був одним із найвпливовіших економістів 20-го століття. Вважається засновником сучасної макроекономіки. Його ідеї стали основою кейнсіанського напряму в економічній науці, та численної кількості її відгалужень.
Під час Великої депресії 1930-х років Кейнс виступив з революцією в економічному мисленні, кидаючи виклик ідеям неокласичної економіки, яка вважала, що вільні ринки в коротко- та середньостроковій перспективі автоматично забезпечуватимуть повну зайнятість, доки робітники матимуть гнучкі вимоги щодо заробітної платні. Він стверджував, що сукупний попит (загальні витрати в економіці) визначає загальний рівень економічної активності, і що неадекватний сукупний попит може призвести до тривалих періодів високого безробіття. Кейнс виступав за використання фіскальної та монетарної політики для пом'якшення несприятливих наслідків економічних рецесій та депресій. Він детально описав ці ідеї у своєму великому опусі «Загальна теорія зайнятості, відсотків і грошей» (англ. The General Theory of Employment, Interest and Money), опублікованому в 1936 р. До кінця 1930-х років провідні західні економіки почали приймати політичні рекомендації Кейнса. Майже всі капіталістичні уряди зробили це до кінця двох десятиліть після смерті Кейнса в 1946 р. Як лідер британської делегації Кейнс брав участь у розробці міжнародних економічних інституцій, створених після закінчення Другої світової війни, але був відхилений американською делегацією з кількох аспектів.
Вплив Кейнса почав слабшати в 1970-х роках, частково в результаті стагфляції, від якої страждали англо-американські економіки протягом цього десятиліття, а частково через критику кейнсіанської політики з боку Мілтона Фрідмана та інших монетаристів, які заперечували здатність уряду позитивно регулювати діловий цикл за допомогою фіскальної політики. Однак поява глобальної фінансової кризи 2007–2008 рр. спричинила пожвавлення обговорення кейнсіанських ідей. Кейнсіанська економіка послужила теоретичним підґрунтям для економічної політики, проведеної у відповідь на фінансову кризу 2007–2008 рр. президентом США Бараком Обамою, прем’єр-міністром Великої Британії Гордоном Брауном та іншими главами урядів.
Коли журнал «Тайм» заніс Кейнса до свого списку найважливіших людей століття в 1999 році, він заявив, що «його радикальні ідеї про те, що уряди повинні витрачати гроші, яких у них немає, можливо, врятувала капіталізм». "Економіст" назвав Кейнса "найвідомішим економістом Великої Британії 20 століття". Окрім того, що був економістом, Кейнс був також державним службовцем, директором Банку Англії та частиною групи Блумзбері.

## Життєпис

### Ранні роки життя та освіта
Джон Мейнард Кейнс народився в Кембриджі, Кембриджшир, Англія в сім'ї вищого середнього класу. Його батько Джон Невіл Кейнс був економістом і викладачем моральних наук в Кембриджському університеті, а мати Флоренс Ада Кейнс, місцева соціальна реформаторка. Кейнс був першим народженим, за ним пішли ще двоє дітей: Маргарет Невіл Кейнс в 1885 році і Джеффрі Кейнс в 1887 році. Джеффрі став хірургом, а Маргарет вийшла заміж за фізіолога-лауреата Нобелівської премії Арчибальда Хілла, хоча у неї було багато стосунків із жінками, зокрема Еглантіною Джебб.
За словами економічного історика та біографа Роберта Скідельського, батьки Кейнса були люблячими та уважними. Вони залишалися в одному будинку протягом усього життя, куди завжди могли повернутися діти. Кейнс отримав значну підтримку від свого батька, включаючи тренінг експертів, щоб допомогти йому скласти іспити на стипендію та фінансову допомогу як у молодому віці, так і тоді, коли його активи були майже знищені на початку Великої депресії в 1929 році.
У січні 1889 року, у віці п’яти з половиною років, Кейнс почав відвідувати дитячий садок для дівчат школи Персе протягом п’яти днів на тиждень. Він швидко виявив талант до арифметики, але стан його здоров'я був поганим, що призвело до кількох тривалих прогулів. Вдома його навчали гувернантка Беатріс Макінтош та його мати. У січні 1892 року, у вісім з половиною років, він почав навчатися в денній школі Св. Віри. До 1894 року Кейнс був першим у своєму класі і досяг успіху в математиці. 1896 року директор Сент-Фейта Ральф Гудчайлд написав, що Кейнс був "на голову і плечі вище всіх інших хлопців у школі" і був впевнений, що Кейнс може отримати стипендію для Ітонського коледжа.

У 1897 році Кейнс виграв стипендію в Ітонський коледжі, де виявив талант у широкому діапазоні предметів, зокрема математики, класики та історії. В Ітонському коледжі закохався у Дана Макміллана, старшого брата майбутнього прем'єр-міністра Гарольда Макміллана. Незважаючи на досвід середньої школи, Кейнс легко змішувався з учнями старшої школи.
1902—1906 pp. — навчання у Королівському коледжі при університеті в Кембриджі. Вже під час навчання виявив непересічні здібності до наук і, насамперед, до математики та прикладної економіки.
Студентом Дж. М. Кейнс слухав лекції А. Маршалла, був одним з найталановитіших його учнів. У 1905 р. А. Маршалл писав у листі до батька майбутнього вченого Дж. Н. Кейнса: «Ваш син виконує відмінну роботу з економіки. Я казав йому, що був би дуже задоволений, якби він обрав кар'єру професійного економіста. Але, безумовно, я не повинен тиснути на нього».
Після закінчення університету, кар'єра Дж. М. Кейнса поєднувала державну службу з науковою та публіцистичною діяльністю.
З 1906 по 1908 р. Кейнс працює в Управлінні у справах Індії.
З 1908 по 1915 р. повертається за запрошенням А. Маршалла до Кембриджського університету, де на постійній основі читає лекції з економічної теорії та математики. Викладання, до речі, велось відповідно до панівної на той час неокласичної, маршалліанської традиції. У 1909 р. виходить перша праця вченого «Індексний метод», за яку він здобув премію А. Сміта.
Одночасно Дж. М. Кейнс набуває і суспільного визнання.
З 1911 до 1945 р. понад 30 років обіймає посаду редактора (спочатку разом з Ф. Й. Еджуортом) «Economic Journal» — найавторитетнішого наукового економічного видання, офіційного друкованого органу Королівського економічного товариства.
З 1913 р. — секретар Королівського економічного товариства.
У 1913—1914 р. Дж. М. Кейнс стає членом Королівської комісії з фінансів та грошового обігу Індії.
Ранні наукові праці Дж. М. Кейнса були присвячені дослідженню проблеми грошей. В 1913 р. виходить його перша книга «Грошовий обіг і фінанси Індії», яка принесла авторові широку популярність. В цій роботі Дж. М. Кейнс аналізує проведену в Індії грошову реформу, згідно з якою індійську валюту в міжнародних розрахунках було переведено на фунт стерлінгів, що забезпечило включення Індії у «стерлінгову зону».
У 1915—1919 pp. Дж. М. Кейнс працює економічним радником у британському казначействі, займається проблемами міжнародних фінансів.
У 1919 р. у статусі представника цього міністерства він взяв участь у Паризькій конференції, на якій було укладено Версальський мирний договір. Дж. М. Кейнс виступив з різкою критикою цього договору, бо вважав непомірними репараційні вимоги до Німеччини та помилковою економічну блокаду Радянської Росії. Обтяжливість та принизливість становища переможеної Німеччини у повоєнному економічному устрої світу Кейнс вважав помилковим та загрозливим для майбутнього. Не отримавши розуміння, він на знак протесту склав з себе повноваження учасника конференції та залишив її. Цей вчинок засвідчив його принциповість та безкомпромісність, Дж. М. Кейнс рано здобув репутацію людини, яка йде проти течії.
Власне ставлення до договору він згодом виклав у статтях «Економічні наслідки Версальського мирного договору» та «Перегляд мирного договору» (1919). Запорукою стабільності повоєнного економічного відродження Європи в цих працях Дж. М. Кейнс називав, зокрема, надання Америкою позики Німеччині, виплату нею помірних репарацій та зняття блокади з Росії країнами Антанти. Кейнс відверто писав, що «єдиними дійовими силами для боротьби з більшовицьким ладом всередині Росії є контрреволюціонери, а поза нею — відбудова порядку та влади у Німеччині». За своїм змістом підхід Дж. М. Кейнса виявився далекоглядним і випередив пізніші програми (Ч. Дауеса, К. Юнга, А. Маршалла). Публікації Кейнса справили на урядові та політичні кола Великої Британії ефект, схожий на вибух бомби, за що його було усунуто з державної служби майже на двадцять років, до початку Другої світової війни.
У праці «Економічні наслідки Версальського мирного договору» Кейнс чи не вперше висловив власні важливі міркування з приводу економічного значення споживання та заощадження, а також їх впливу на дохід.
З 1920 р. Дж. М. Кейнс, залишивши державну службу, повертається до викладацької та наукової роботи у Кембриджському університеті, де його високо цінували за ерудицію та ділові якості.
Він продовжує розробку теорії грошей та проблем грошового обігу, особливо ідеї заміни золотого стандарту регульованою валютою. Цим питанням були присвячені такі праці, як «Трактат про грошову реформу» (1923), «Кінець laissez faire» (1926), у яких науковець доходить висновку про необхідність регулювання економіки поки що у межах грошової системи. Так в «Трактаті про грошову реформу» першорядне значення в боротьбі зі зубожінням він надає розв'язанню проблеми зайнятості, висуває ідею контролю грошової емісії з боку центрального банку незалежно від золотого стандарту, тобто розглядає гроші як активний чинник економічного процесу. В одній з газетних статей 1924 р. Дж. М. Кейнс визнає, що його нові погляди виявляются єретичними з погляду старої неокласики.
Я покладаюся на державу; я відмовляюся від погляду laissez faire — правда, без ентузіазму і не тому, що відчуваю неповагу до цієї старої доброї доктрини, а тому, що, подобається вам це чи ні, часи її успіхів минули.
Гострій критиці застарілу ідею невтручання держави в економічні процеси Кейнс піддав у двох статтях-памфлетах «Економічна політика містера Черчилля» (1925) та «Кінець laissez faire» (1926).
У 1925 p. Дж. М. Кейнс одружився з Лідією Лопуховою — відомою балериною, солісткою імператорського балету. У тому ж 1925 р. з нагоди відзначення 200-ї річниці Академії наук Дж. М. Кейнс приїздив до Радянського Союзу, де ознайомився з досвідом впровадження нової економічної політики. Маловідомими фактами залишились ще два його приватних візити до Росії — у 1928 та 1936 pp. Свої враження від першої поїздки він виклав у праці «Побіжний погляд на Росію» (1925), зокрема, досить скептично оцінював досвід впровадження командно-адміністративної системи. До речі, він ніколи не був прихильником планової економіки та одержавлення, не посягав на основи ринкового устрою, вважаючи лише, що той потребує певного коригування. У зазначеній праці, визнаючи, що капіталізм як система багато у чому неблагополучний, одночасно вказував, що якщо ним розумно управляти, він може досягти більшої ефективності у досягненні економічних цілей, ніж будь-яка, що існувала до цього, альтернативна система.
Таким чином, праці Дж. М. Кейнса 20-х pp. — важливий етап генезису його теоретичної системи. Він поступово приходить до глибокого переконання в тому, що автоматичне ринкове саморегулювання капіталізму належить історії, на зміну йому має прийти державне регулювання ринкової економіки.
Наступним етапом формування нових поглядів Кейнса на економічні процеси стає фундаментальна двотомна праця «Трактат про гроші» (1930), яка вийшла вже після того, як почалася світова економічна криза. Ця праця має самостійне вагоме значення передусім для подальшого розвитку поглядів вченого на актуальні проблеми теорії грошового обігу. Науковець продовжив у ній аналіз питань щодо валютного курсу та золотого стандарту, порушених у попередніх роботах. Детально розроблені в цій праці такі важливі питання грошової теорії, як проблема золотого стандарту, роль банківської сфери, політика центрального банку, механізм міжнародних розрахунків тощо.
Також, ця праця стала етапною у генезисі тих макроекономічних поглядів ученого, які надалі становитимуть основу його загальної теорії. В ній основна увага приділяється дослідженню проблеми співвідношення інвестицій і заощаджень та їх впливу на економічну нестабільність. Дж. М. Кейнс приходить до нових теоретичних висновків: про відсутність автоматичного механізму врівноваження заощаджень та інвестицій; про те, що перевищення заощаджень над інвестиціями призводить до зниження ділової активності; що умовою макроекономічної рівноваги є їх рівність. Висуваються ідеї державного фінансування суспільних робіт з метою підтримки зайнятості.
Висловлені Кейнсом новаторські економічні ідеї йшли в розріз із панівною неокласичною ортодоксією, порушуючи її практично непохитну до того часу наукову монополію. Погляди вченого мали значний резонанс в академічних колах. Вони розкололи наукову економічну громадськість на прихильників і непримиренних противників. Неординарна позиція Кейнса щодо співвідношення ринку та державного втручання викликала в стані опонентів різке неприйняття.
На початку 30-х pp. це вилилось у знаменну бурхливу дискусію Дж. М. Кейнса з прихильниками класичного лібералізму, зокрема, з Ф. фон Хайєком. Ідейне та теоретичне протистояння двох титанів економічної науки мало символічне завершення: наприкінці 30-х pp. перемогли ідеї Кейнса, визначивши на чотири наступних десятиріччя нові пріоритети позитивної та нормативної теорії.
Вступ британської та світової економіки у 1929 р. у фазу циклічного спаду, а також фінансовий крах 1931 р. потребували радикальних змін в урядовому економічному курсі та нестандартних підходів в економічній політиці. Тому з початком світової економічної кризи Дж. М. Кейнс знов включається в активну суспільно-політичну діяльність. У 1929 р. отримав призначення — член Королівської комісії з фінансів та промисловості. З 1930 р. став головою Економічної консультативної ради при уряді з проблеми безробіття.
В 1930-ті роки мав приязні стосунки з економістом Джоном Гобсоном, хоча й виступав його науковим опонентом. Пізніше дійшов висновку, що власна економічна теорія багато в чому базується на теоретичних засадах Гобсона.
У 1934 р. Кейнс приїздив до Сполучених Штатів Америки, зустрічався у Білому домі з американським президентом Франкліном Делано Рузвельтом, виступивши перед ним з ґрунтовною доповіддю. Економічний антикризовий курс тогочасної американської адміністрації, втілені у ньому принципи економічної політики держави в умовах виходу з циклічного спаду були дуже близькі до теоретичних поглядів Дж. М. Кейнса. Співзвучність практичних економічних заходів «Нового курсу» Ф. Д. Рузвельта ідеям Кейнса породила поширений але помилковий погляд, що нібито американський президент безпосередньо керувався ідеями видатного англійського вченого. Зокрема, як доводять документальні свідчення, попри всю схожість їх підходів, обидві видатні особистості свого часу прийшли до усвідомлення необхідності зміни методів капіталістичного господарювання цілком незалежно: Кейнс — від економічної теорії, Рузвельт — від економічної практики. Про це є документальні свідчення оточення Ф. Д. Рузвельта. Так, один з найближчих соратників президента Ф. Перкінс вказував: «Рузвельт зовсім не знав економічних праць Кейнса». Проте цей факт лише зайвий раз красномовно підкреслює об'єктивну необхідність кардинальних змін економічної теорії та політики нового часу.
На помилковість цього погляду звертає зокрема увагу авторитетний дослідник економічної думки XX ст., відомий американський економіст Б. Селігмен. «Було б зовсім неправильно вважати Кейнса батьком „Нового курсу“… „Новий курс“ мав характер програми, продиктованої виключними обставинами, і він здійснювався тими, хто цурався економічної теорії» (Селигмен Б. Основные течения современной экономической мысли. — М.: 1968. — С. 584).
Цю назву отримали масштабні антикризові за своїм спрямуванням економічні реформи адміністрації Рузвельта, який на чолі демократичної партії переміг на виборах 1932 р. У своїй інавгураційній промові, яка проголошувалась, коли спад в економіці сягнув апогею, він визнав, що «…країні потрібні сміливі, безперервні експерименти. Це ж так природно: обрати метод та випробувати його. Якщо нічого не виходить, слід чесно визнати це і спробувати інше. Найголовніше — щось пробувати».
Головною особливістю «Нового курсу» стало активне державне регулювання, яке охоплювало всі галузі економіки, фінансову та банківську системи, соціальні та трудові відносини.
Реформи було розпочато з вирішення проблем у кредитно-фінансовій галузі: реформування Федеральної резервної системи, реструктуризація банківської системи, ліквідація механізму золотого стандарту, девальвація долара та ін. У 1933—1934 pp. було здійснено заходи з регулювання фондового ринку, діяльності бірж, холдингових компаній.
Об'єктом державного регулювання стало припинення спаду у виробничому секторі шляхом полегшення умов кредитування, створення механізму інфляційного розвитку економіки. В цьому напрямі було прийнято низку законів, що визначали державне регулювання промисловості, створено Національну адміністрацію з оздоровлення промисловості (1933).
Поетапна (з 1933 по 1938 р.) державна програма регулювання сільського господарства була спрямована на скорочення посівних площ та ліквідацію надвиробництва, проведення рефінансування фермерських боргів, збереження родючості ґрунтів та квотування внутрішнього ринку (виплати субсидій за вилучення площ з господарського обігу), стимулювання сільськогосподарського експорту та ін.
Розгалужені заходи держрегулювання поширювались також на сферу трудових відносин: організація державних заходів щодо боротьби з безробіттям (в тому числі організація розгалуженої системи суспільних робіт), створення колективно-договірної системи співпраці найманого персоналу з адміністрацією, надання працюючим права участі у профспілках, регулювання заробітної плати, тривалості та умов праці. У 1935 р. було прийнято статут з трудових відносин (закон Вагнера), створено Національне управління з трудових відносин.
Попри складність та суперечливість економічних наслідків «Нового курсу», він на практиці переконливо довів життєву необхідність та дієвість державного регулювання ринкової економіки XX ст.
Поєднання наукової роботи з практичною діяльністю дало змогу Дж. М. Кейнсові поглибити і конкретизувати власні уявлення про неможливість спонтанного саморегулювання економіки, про необхідність посилення регулювальної ролі держави за рахунок державних субсидій підприємцям. Слідом за низкою статей і памфлетів на цю тему в 1936 р. виходить головна праця Дж. М. Кейнса «Загальна теорія зайнятості, процента і грошей». Вона не лише принесла авторові світове визнання, але й стала поворотним пунктом усієї економічної науки XX ст.
Ця праця стала результатом глибокого теоретичного узагальнення попередніх наукових досліджень вченого та накопиченого досвіду боротьби з економічною кризою, передусім, у Британії. Значною мірою вона відобразила висновки Кейнса, що випливали зі світової практики державного регулювання цього періоду.
У лютому 1937 р. слідом за основною працею була опублікована стаття «Загальна теорія зайнятості» у журналі «The Quarterly Journal of Economics». Це був власний відгук автора на низку статей видатних економістів — Дж. Вінера, В. Леонтьева, Д. Х. Робертсона, Ф. В. Тауссіга, що містили найперші критичні спроби аналізу його книги 1936 р. Особлива цінність цієї статті Дж. М. Кейнса полягає у тому, що в ній він дав стислий узагальнений виклад ідейної основи і суті своєї теорії, визначення основних відмінностей власного наукового підходу від підходу попередників, зробив акцент на тих положеннях, яким надавав першочергового значення. Тому історики економічної думки оцінюють цю статтю так само високо, як і важливіші наукові праці Кейнса, включаючи її поряд з «Трактатом про гроші» та «Загальною теорією» до тріади основних праць видатного вченого.
Ще в процесі написання «Загальної теорії» Кейнс усвідомлював її новаторський дух. Життя підтвердило це. Відомий історик економічної думки Б. Селігмен порівнює цю книгу лише «із впливом „Капіталу“ Маркса і „Багатства народів“ Сміта». Справді, саме Дж. М. Кейнсу вдалося «блискучою мовою принципів» висловити загальновизнані актуальні ідеї, хоч він був не єдиним, хто стояв біля витоків макроекономічного напряму в економічній теорії.

## Особистість
Як зазначають біографи Дж. М. Кейнса, йому були притаманні гострий та ясний розум, сила переконання, здатність вибудовувати власні аргументи у незаперечній логічній послідовності, дар красномовства. «Інтелект Кейнса відзначався такою ясністю та гостротою, яких я більше не зустрічав, — згадував Бертран Рассел. — Мені іноді здавалося, що така велика гострота розуму не може сполучатися з глибиною. Але я думаю, що ці мої відчуття неправильні».
Р. Харрод у біографії Кейнса зазначав, що «навіть короткочасного знайомства з Кейнсом було достатньо, щоб зрозуміти, що він відрізняється від усіх людей, які живуть і жили у минулому. Захоплення викликає не тільки економіст, письменник чи фінансист, що жив у ньому. Секрет, мабуть, полягав у особливій манері поводитися. Його погляд — хоча і твердий — відбивав постійну готовність до взаєморозуміння. Він міг дуже швидко і без усяких зусиль переходити у розмові з однієї теми на іншу. Він завжди радів глибоким думкам і зауваженням. Спілкування з ним справляло велику радість. Без сумніву, будь-яка людина глибоко індивідуальна. Але індивідуальність Кейнса була помітнішою, ніж будь-кого». Найвищу оцінку Кейнсу давали не тільки його прихильники, але й опоненти, які підкреслювали, що він стоїть на декілька сходинок вище тієї межі, яка відпущена звичайній людині.
Сам Дж. М. Кейнс з високою вимогливістю підходив до визначення того, яким повинен бути справжній економіст.

| Дж.М. Кейнс про покликання економіста "Справжній економіст, знавець своєї справи, повинен бути наділений різноманітними обдаруваннями — певною мірою він повинен бути математиком, істориком, державним діячем, філософом... Він повинен вміти розмірковувати про часткове у поняттях загального і звертати зліт своєї думки однаковою мірою до абстрактного та конкретного. Він повинен вивчати сучасність у світлі минулого — заради майбутнього. Жодна риса людської натури чи створених людиною інституцій не повинна залишатися поза межами його впливу". Слід зазначити, що з такою високою мірою відповідальності Дж.М. Кейнс ставився перш за все до себе, і про це свідчать як його наукова, так і багатогранна суспільно-політична діяльність. З різнобічної характеристики Дж.М. Кейнса стає природним та зрозумілим його внесок у переоцінку цінностей всієї світової економічної думки, яку він здійснив у праці "Загальна теорія зайнятості, процента і грошей". |
У кінці 30-х — на початку 40-х pp. Кейнс мав величезний міжнародний авторитет та вплив.
У 1940 р. він став радником міністерства фінансів.
У 1942 р. — одним з директорів Англійського банку, займався питаннями воєнних фінансів, соціального забезпечення та зайнятості.
Активна практична діяльність Дж. М. Кейнса виявилась і в галузі міжнародних економічних відносин.
У 1944 p., очоливши англійську делегацію на міжнародній конференції в Бреттон Вудсі, він брав безпосередню участь у розробці моделі післявоєнних валютних відносин, створенні таких провідних міжнародних організацій, як Міжнародний валютний фонд та Міжнародний банк реконструкції та розвитку. Після війни Дж. М. Кейнс відіграв важливу роль у переговорах з урядом США про надання Англії великої позики, ща стала прологом до здійснення США плану А. Маршалла для післявоєнної Європи.
Джон Мейнард Кейнс був людиною блискучого інтелектуального обдарування, непересічною особистістю свого часу, а за низкою позицій далеко його випереджав, що одностайно визнавалось сучасниками. Його вирізняли з оточення різнобічність здібностей та широта інтересів.
За видатні математичні здібності не раз отримував нагороди найпрестижніших конкурсів Великої Британії. Мав талант біржового гравця, що принесло йому та очолюваним ним закладам значні статки, наприклад, Кембриджському королівському коледжу, скарбником якого він був. Знався на реальному бізнесі, очолюючи велику страхову компанію. Протягом життя органічно поєднував наукову діяльність з перебуванням на урядових посадах та громадською діяльністю. Був одним з директорів Англійського банку, членом правлінь МВФ та МБРР, обіймав численні високі урядові посади.
Людина різнобічних інтересів, він був не тільки видатним інтелектуалом своєї епохи, але також визнаним знавцем мистецтва, колекціонером, меценатом, мемуаристом, видавцем. Захоплювався літературою, філософією, мистецтвом. Багато зусиль Дж. М. Кейнс присвятив благодійній діяльності в галузі культури і мистецтва. Він був членом піклувальної ради Національної галереї, головою Ради з підтримки музики та мистецтва, здійснював фінансову опіку балету, сам був організатором балетної трупи, побудував і у 1936 р. відкрив художній театр в Кембриджі, очолював такі видання, як «Нейшн» та «Нью-Стейтсмен».
Ця багатогранність особистості Кейнса знайшла містке відображення в авторитетному висловлюванні його біографа Р. Скідельскі: «Ніколи ще не було такого економіста, як він: людини, яка поєднувала б стільки якостей, до того ж такої високої проби, які бентежили його думку. Він був економістом незбагненно курйозного розуму; математик, який міг засліпити людей неймовірними нематематичними фантазіями; логік, який слідував логіці мистецтва; …чистий теоретик, прикладник та державний службовець одночасно; представник академічного світу, тісно пов'язаний з Ситі».
У 1942 р. за визначні заслуги у науковій, державній та суспільній діяльності Дж. М. Кейнсу було присвоєно титул пера, він став членом Палати лордів.
Помер Дж. М. Кейнс 21 квітня 1946 p., трохи не доживши до 63-річного віку. До останніх днів науковець виявляв великий інтерес до економічної теорії та економічної політики і, передусім, до проблем фінансів, зайнятості, міжнародних економічних відносин тощо. Видатний економіст XX ст. похований у Вестмінстері.

## Особисте життя

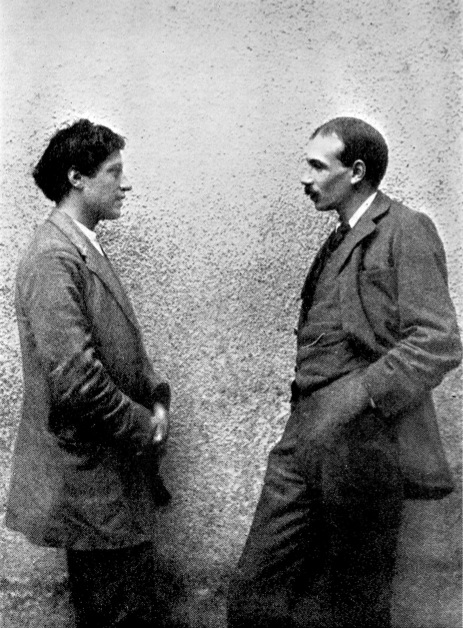
Дункан Грант і Джон Кейнс

Ранні романтичні та сексуальні стосунки Кейнса були виключно з чоловіками. Під час навчання в Ітоні та Кембриджі Кейнс мав стосунки; значними серед цих ранніх партнерів були Діллі Нокс і Деніел Макміллан.  Кейнс відкрито розповідав про свої стосунки, і з 1901 по 1915 рік вів окремі щоденники, в яких описував численні сексуальні контакти.

## Внесок в економіку
Кейнс народився в рік смерті Карла Маркса. Між їхніми вченнями можна провести такі паралелі: обидва вони працювали із економічними агрегатами, хотіли змін в економіці та політиці, були критиками класичної економічної теорії (Маркс більшою мірою). Можливо, Кейнс запозичив у Маркса із його теорії криз аргумент зі зменшенням попиту.
У своїй основній праці «Загальна теорія зайнятості, відсотків і грошей» Кейнс висунув гіпотезу, що ринкова економіка не може самостійно потрапити в рівновагу. Він вважав, що Закон Сея, згідно з яким пропозиція (товар) сама знаходить собі попит, не діє в короткостроковому вимірі. Таким чином, можуть виникнути невикористані засоби виробництва, що, в свою чергу, може спричинити неповну зайнятість, оскільки протягом короткого строку ціни та заробітна плата не є гнучкими. Кейнс також намагався довести, що збільшення доходів населення внаслідок збільшення загального попиту призведе до збільшення заощаджень, але не автоматично до збільшення інвестицій, як це припускалося класиками, оскільки люди вичікують на кращі можливості інвестування (отже, тримають їх в так званій спекулятивній касі тощо). Внаслідок цього зменшується попит, бо підприємства отримують насамперед сигнал зменшити пропозицію. Таким чином, заощадження громадян, оскільки вони не інвестуються, зменшують загальний попит. Проблемою є для нього також інвестиційна діяльність підприємства, яка не є систематичною, особливо коли здійснюється за умови невизначеності. Схильність підприємств до інвестицій залежить від очікуваної прибуткової ставки з інвестицій, а також ставки на ринку. Інколи навіть у разі низької ставки на ринку інвестиції не здійснюються, навпаки — люди та підприємства тримають гроші. Таку ситуацію називають «грошовою пасткою». В цьому випадку державі є сенс інвестувати, оскільки ефект мультиплікатора збільшує позитивний ефект інвестицій в кілька разів; наскільки — залежить від нахилу до споживання громадян. Збільшується попит на товари, збільшується відповідно і попит на ринку праці. Задля прогнозування інвестиційного клімату він розробив Кейнсіанську функцію.
Кейнс також пропагував експансивну грошову політику для збільшення інвестицій. Вважав, що єдиною причиною поганої кон'юнктури є відсутність попиту.
Праця Кейнса політичних рекомендацій не містила. Він також не пропагував «deficit spending»/антициклічну економічну політику (зазначений термін був вперше використаний Абба Лернером). Вважав потрібною стабілізацію економіки через довгострокові та постійні державні інвестиції, наприклад, в інфраструктуру та житлове будівництво.

## Праці

### Книги
- 1913 Indian Currency and Finance
- 1919 The Economic Consequences of the Peace
- 1921 A Treatise on Probability
- 1922 Revision of the Treaty
- 1923 A Tract on Monetary Reform
- 1926 The End of Laissez-Faire
- 1930 A Treatise on Money
- 1931 Essays in Persuasion
- 1933 Essays in Biography
- 1936 The General Theory of Employment, Interest and Money
- 1940 How to Pay for the War: A Radical Plan for the Chancellor of the Exchequer
- 1949 Two Memoirs

### Переклади українською
- Завершальні зауваги про соціальну філософію, що може випливати із загальної теорії / Пер. з англійська: Білоус Тетяна // Філософська думка, 2018, № 2, С. 89-97